# Godetsj
Godetsj (Bulgaars: Годеч) is een klein stadje gelegen in het westen van Bulgarije in de  oblast Sofia. De stad Godetsj is het administratieve centrum van de gelijknamige Godetsj (bestaande uit de stad Godetsj en 19 nabijgelegen dorpen). Op 31 december 2018 heeft de stad een inwonersaantal van 3.905, terwijl de gemeente zo'n 4.722 inwoners telt. Godetsj ligt op zo'n 20 km afstand van de  Servische grens.

## Zustersteden
Godetsj is verzusterd met de volgende steden:
- Dimitrovgrad, Servië
- Podolsk, Rusland